# Арал (Чуйский район)
Арал (кирг. Арал, до 1993 года — Мичурино) — село в Чуйском районе Чуйской области Кыргызстана. Входит в состав Чуйского айылного аймака.

## География
Село расположено на севере центральной части области, на левом берегу реки Чу, вблизи государственной границы с Казахстаном, на расстоянии приблизительно 2 километров (по прямой) к западу от города Токмак, административного центра района. Абсолютная высота — 778 метров над уровнем моря.

## Население
Согласно оценочным данным Национального статистического комитета Кыргызской Республики, численность населения села на начало 2023 года составляла 1228 человек.
| год     | 2009 | 2014 | 2015 | 2020 | 2021 | 2023 |
| ------- | ---- | ---- | ---- | ---- | ---- | ---- |
| человек | 990  | 1025 | 980  | 1153 | 1187 | 1228 |